# Basilique Saints-Just-et-Pasteur de Barcelone
La basilique Saints-Just-et-Pasteur (en catalan : basílica dels Sants Just i Pastor ; en espagnol : basílica de los Santos Justo y Pastor) est une  église de Barcelone en Catalogne, située dans la vieille ville. Cette basilique mineure est bâtie entre 1342 et 1574 en style gothique catalan.

## Histoire
La tradition fait remonter la fondation de cette église au IVe siècle, mais les premières preuves documentées datent de 801, lorsque Louis le Pieux ordonne la construction d'une église en hommage à Just et Pasteur.
La construction de l'église gothique actuelle commence le 1er février 1342 et dure jusqu'en 1574. C'est le dernier des grands édifices religieux gothiques de Barcelone. Il a été construit sur l'ancienne église romane et à l'emplacement de l'ancienne chapelle de Sant Celoni. En 1363, les trois premières travées de la nef sont déjà terminées, la voûte des pieds est achevée au siècle suivant.
La construction de la façade et du clocher s'achève au XVIe siècle, et les maîtres d'œuvre Pere Blai, Joan Safont et Joan Granja y participent.
Au XIXe siècle, l'autel est avancé pour pouvoir déplacer le chœur du centre de la nef vers l'abside. La façade est également reconstruite dans un style néogothique entre 1880 et 1887. Cette reconstruction est parfois attribuée à Josep Oriol Mestres, mais des recherches récentes montrent que c'est l'œuvre d'August Font i Carreras. C'est d'ailleurs ce dernier qui entreprend la restauration de la chapelle du Santíssim en 1904.
En 1944, la polychromie de la nef et les voûtes sont supprimées. En 1946, une nouvelle phase de restauration débute sous les ordres de l'architecte Jeroni Martorell i Terrats. En 1948, l'église reçoit le titre de basilique mineure du pape Pie XII.

## Architecture
C'est une église gothique formée d'une nef centrale à cinq travées couvertes de voûtes d'ogives à clefs de voûte polychromes, d'une abside polygonale et de six chapelles rectangulaires entre les contreforts de chaque côté. Des fenêtres ajourées avec des vitraux du XVIe siècle traversent la partie supérieure.
Les façades sont austères et assez simples. Deux tours sont initialement projetées sur la façade principale, mais une seule est construite, située à droite de la façade et de forme semi-octogonale.
L'autel principal, actuellement conservé, et qui remplace un ancien réalisé par Damián Forment, date de 1832, avec six colonnes monolithiques en marbre de Tarragone dans un hémicycle et un demi-dôme de style néoclassique. Il a des sculptures d'Agapit et Venancio Vallmitjana qui datent de 1854.
La tradition veut que l'image de la Vierge vénérée à Montserrat vienne de l'église Saints-Just-et-Pasteur, jusqu'à ce qu'elle soit cachée dans la montagne pour la sauver de l'invasion musulmane.
La chapelle du côté de l'Évangile la plus proche de l'abside se distingue, dédiée à saint Félix et à la Vraie Croix, qui contient l'un des plus beaux retables catalans du XVIe siècle, celui de la Passion peint par Pere Nunyes entre 1528 et 1530.
Dans la chapelle de saint Pacien se trouve un retable du XVIIIe siècle, au pied duquel se trouve une urne avec les restes de Pacien de Barcelone, évêque de Barcelone et écrivain important du IVe siècle.

Depuis 2002, la basilique contient une réplique de l'image de la Vierge de Candelaria, patronne des îles Canaries, offerte par la Casa Canaria de Catalunya.

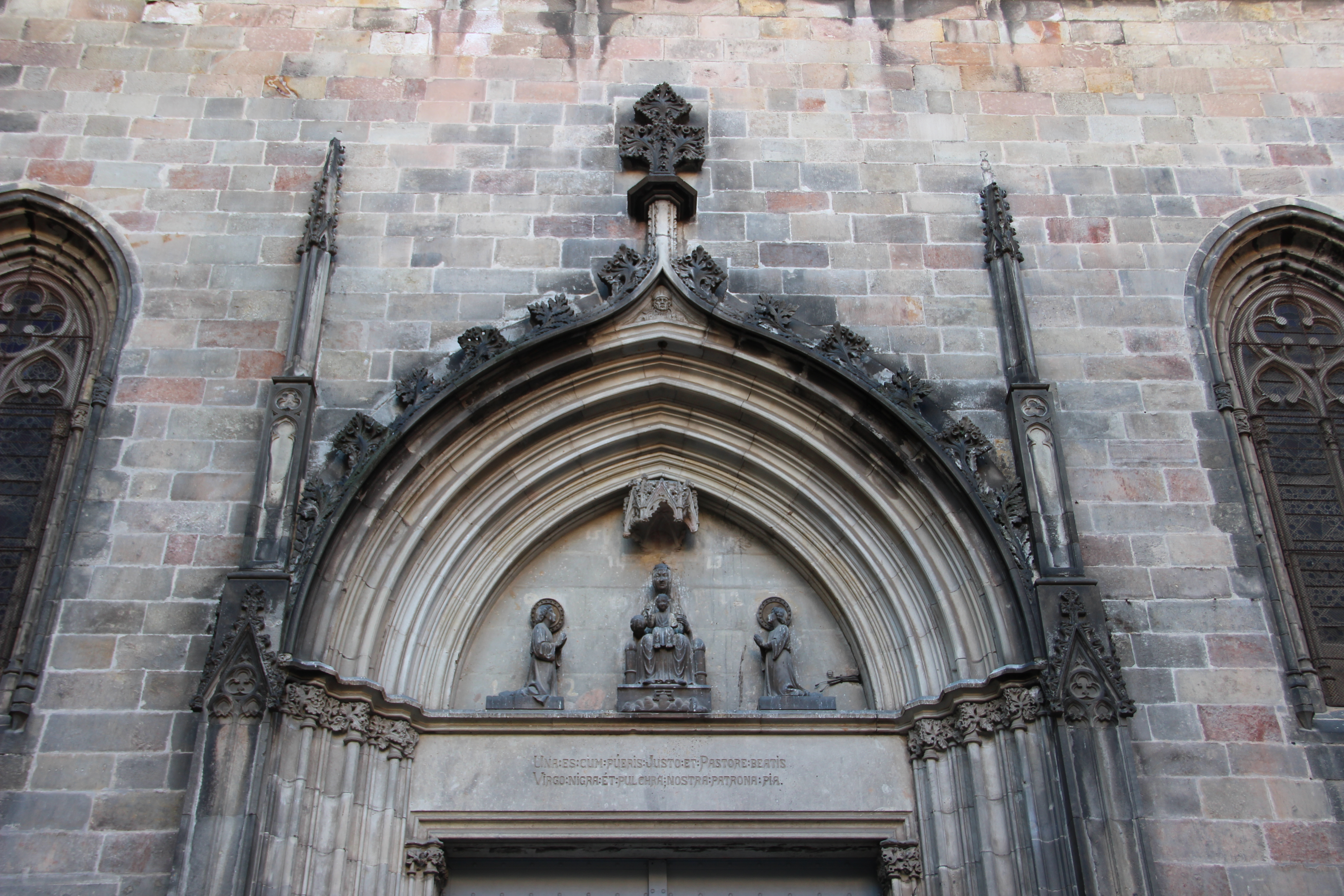
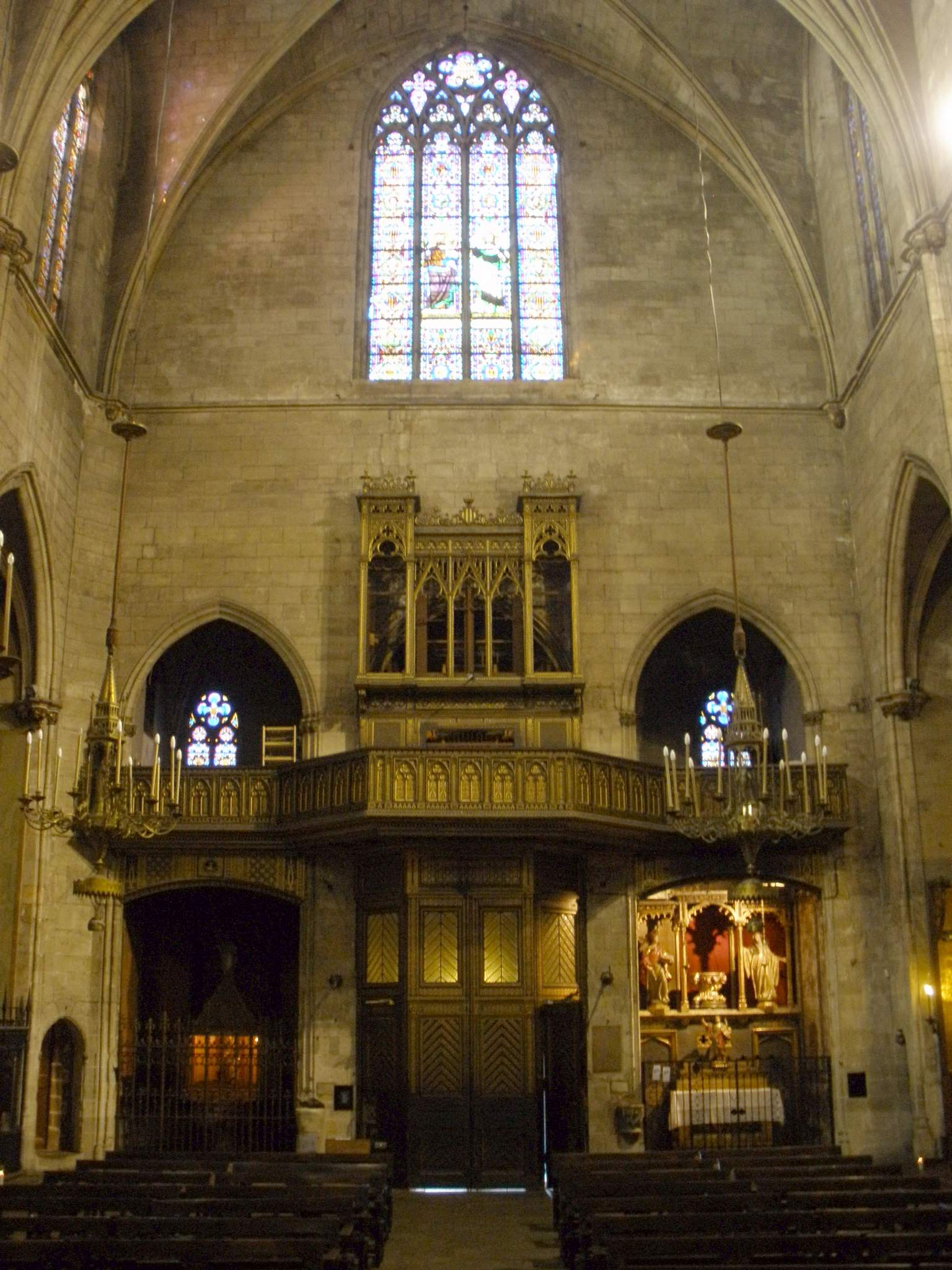
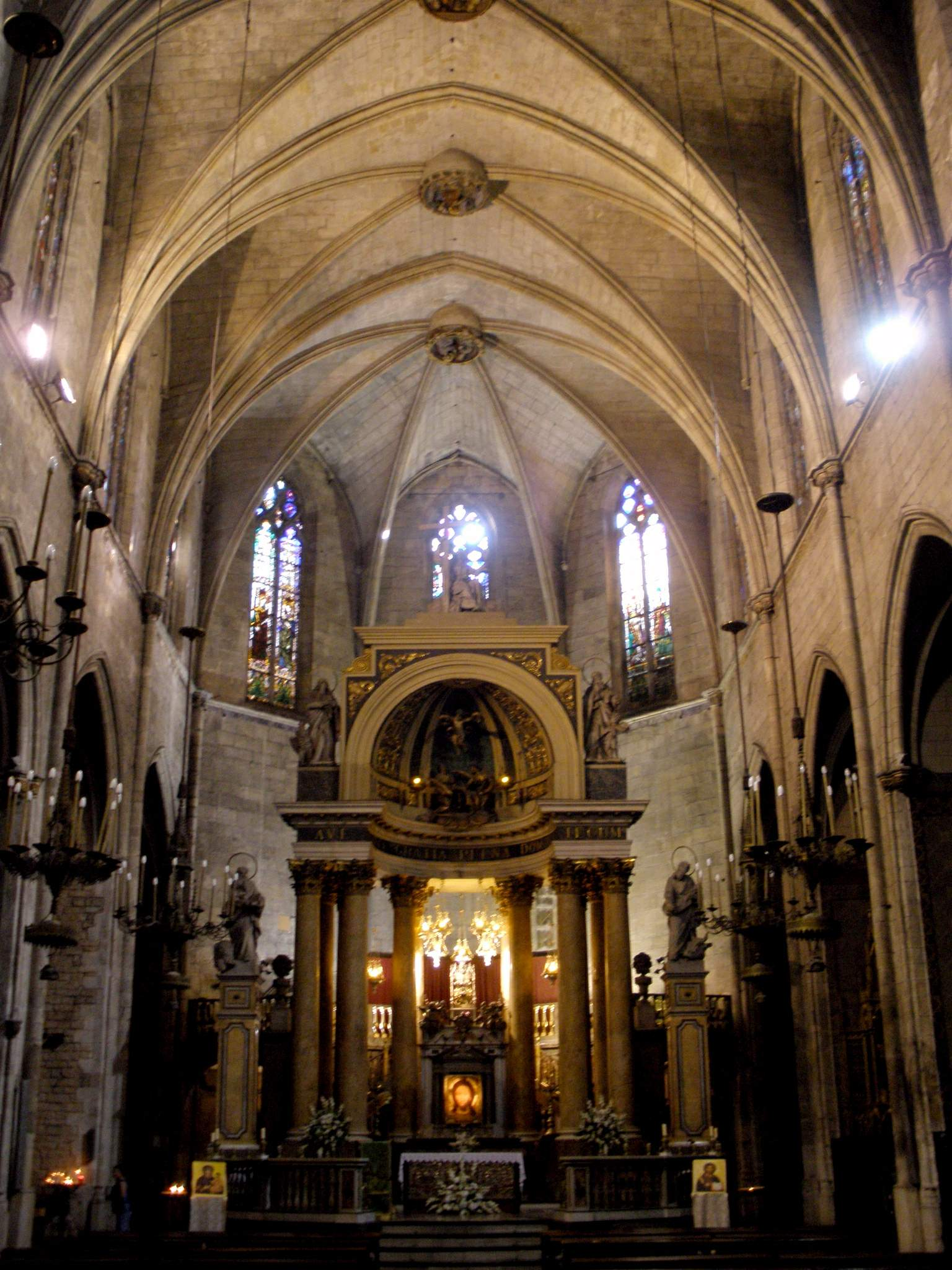
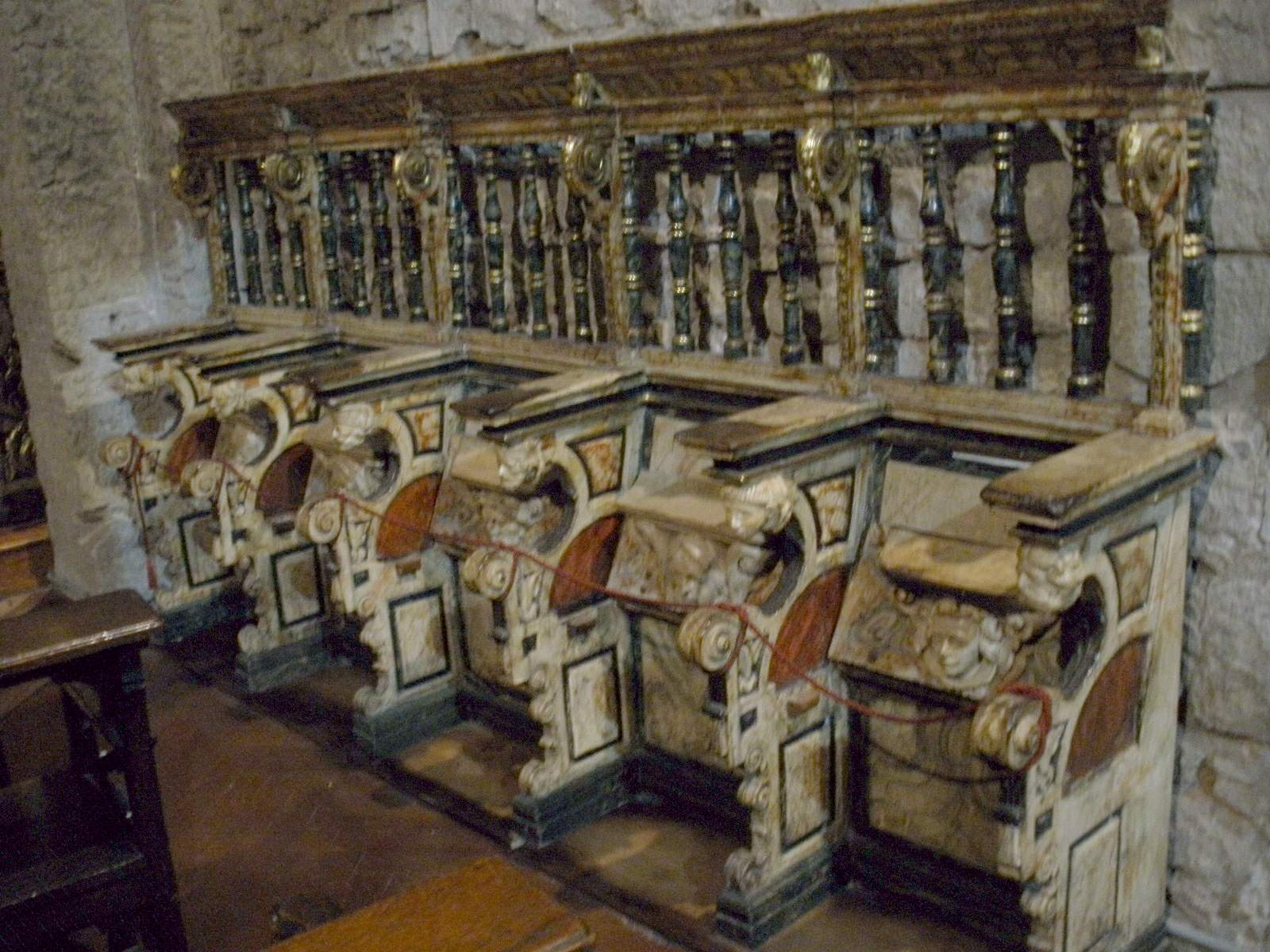
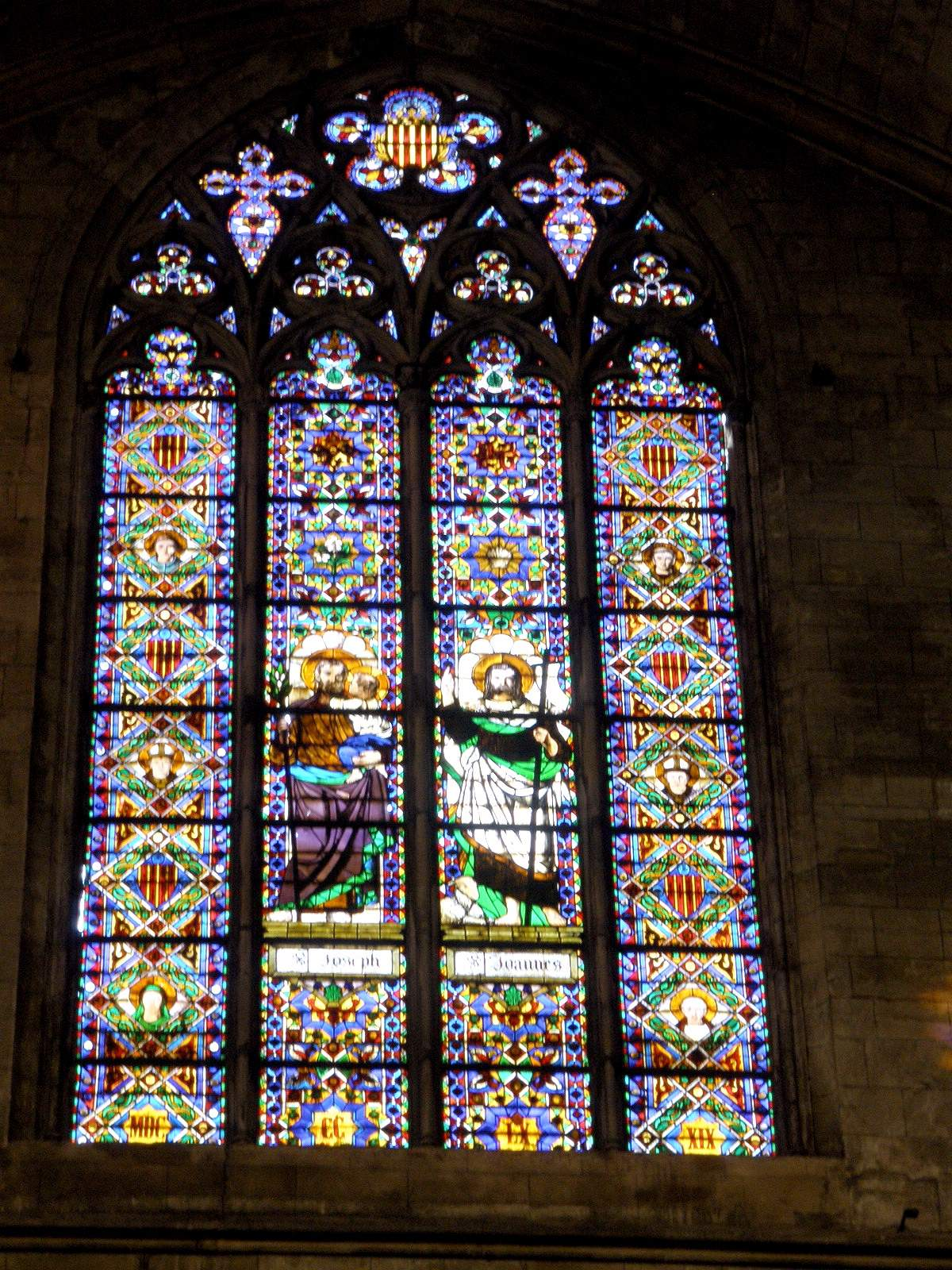
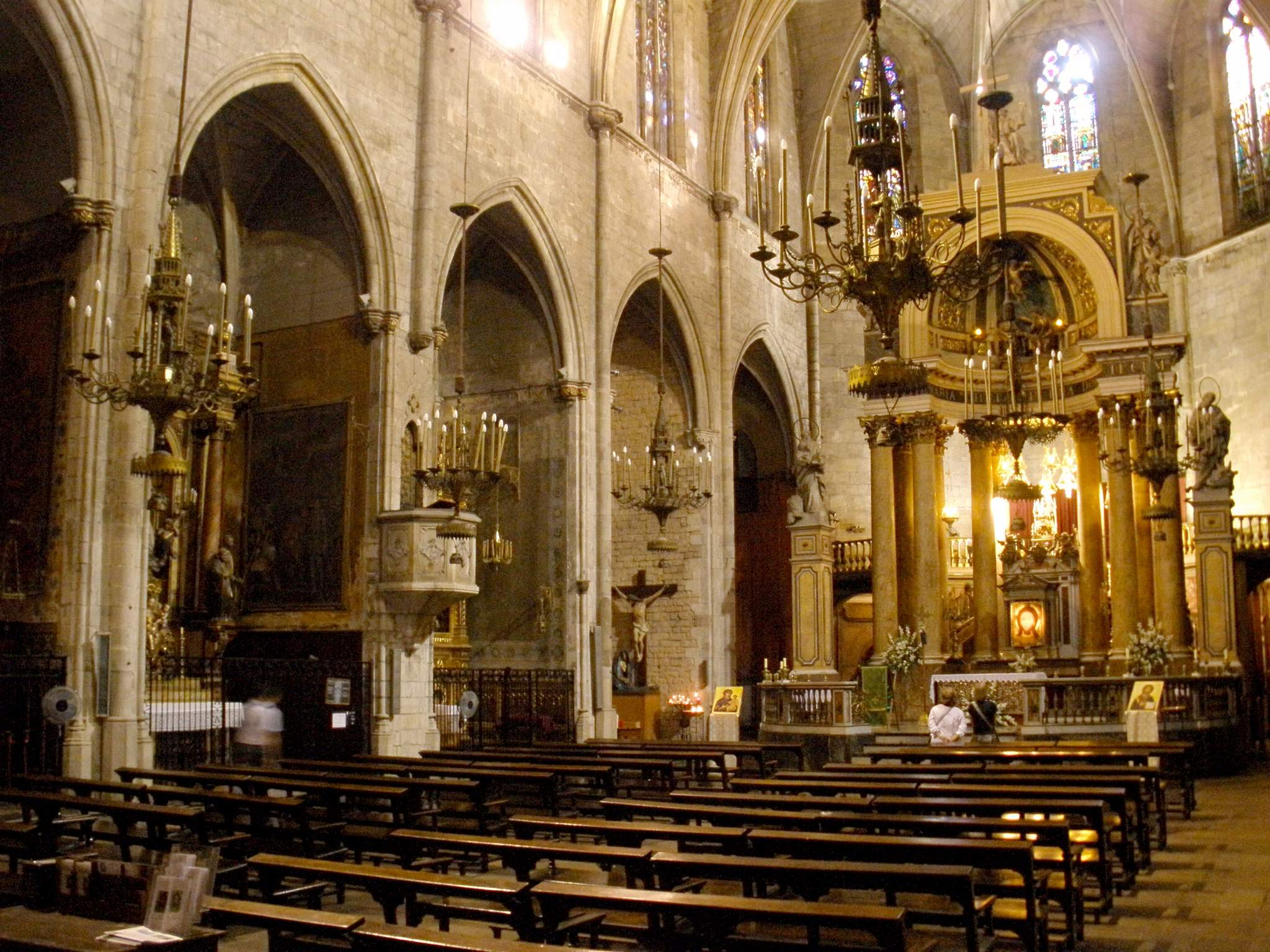